# Liste der Baudenkmale in Kramerhof
In der Liste der Baudenkmale in Kramerhof sind alle Baudenkmale der Gemeinde Kramerhof im Landkreis Vorpommern-Rügen und ihrer Ortsteile aufgelistet. Grundlage ist die Veröffentlichung der Denkmalliste des Landkreises Vorpommern-Rügen, Auszug aus der Kreisdenkmalliste vom Juli 2012 und November 2015.

## Groß Kredingshagen
| ID   | Lage                       | Bezeichnung                           | Beschreibung | Bild                  |
| ---- | -------------------------- | ------------------------------------- | ------------ | --------------------- |
| 448B | An der Hauptstraße (Karte) | Gutsanlage (2 Feuerlöschteiche, Park) |              |                       |
| 448A | Schlossplatz 10 (Karte)    | Gutsanlage (Gutshaus)                 |              | Gutsanlage (Gutshaus) |
| 448E | Schlossplatz 5 (Karte)     | Gutsanlage (Wohnhaus)                 |              |                       |
| 448F | Schlossplatz 5B (Karte)    | Gutsanlage (Wohnhaus)                 |              |                       |
| 448D | Schlossplatz 6a (Karte)    | Gutsanlage (Pferdestall)              |              |                       |

## Klein Kedingshagen
| ID    | Lage                      | Bezeichnung                                                              | Beschreibung | Bild                                                                     |
| ----- | ------------------------- | ------------------------------------------------------------------------ | --- | ------------------------------------------------------------------------ |
| 10532 | Kastanienallee 5a (Karte) | Gutsanlage mit Gutshaus, Kastanienallee und ehem. Gartenanlage mit Teich | 1-gesch., sanierter Putzbau mit 2-gesch. Zwerchgiebel und Krüppelwalmdach, errichtet im letzten Viertel des 18. Jahrhunderts. Gutsbesitzer: 1804–1852 Familie Lobeck, ab 1862 Heinrich Bartels, ab 1928 Karl Friedrich Stuth, bis 1945 Otto Müller, ab 1945 in kommunalem Besitz. Das Gutshaus Klein Kedingshagen befindet sich seit 2015 in Privatbesitz. | Gutsanlage mit Gutshaus, Kastanienallee und ehem. Gartenanlage mit Teich |
| 10531 | Prohner Straße 1 (Karte)  | Wohnhaus der ehemaligen Müllerei                                         | |                                                                          |

## Parow
| ID   | Lage                      | Bezeichnung | Beschreibung | Bild           |
| ---- | ------------------------- | --- | ------------ | -------------- |
| 680A | Am Gutshaus 1 (Karte)     | Gutsanlage mit Gutshaus, Kapelle, ehem. Pferdestall, ehem. Schweinestall,ehem. Gärtnerei und Park                                |              |                |
| 680B | Am Gutshaus 3 (Karte)     | Gutsanlage (Gutshaus) |              | Weitere Bilder |
| 1322 | Pappelallee 30            | MAN-Einblasdieselmotor |              |                |
| 681  | Pappelallee 30 (Karte)    | Marine-Technik-Schule (Militärische Anlage mit Signalgebäude, 7 Unterkunftsgebäuden, Turnhalle, Sanitätsbracke und Lagergebäude) |              |                |
| 685A | Parow-Wiesenweg 1 (Karte) | Katen |              |                |
| 685B | Parow-Wiesenweg 3 (Karte) | Katen |              | Katen          |
| 684  | Parow-Wiesenweg 5 (Karte) | ehemalige Schule |              |                |
| 682A | Parow-Wiesenweg 6 (Karte) | Katen |              |                |
| 683A | Parow-Wiesenweg 7 (Karte) | Katen |              |                |
| 682B | Parow-Wiesenweg 8 (Karte) | Katen |              | Katen          |
| 683B | Parow-Wiesenweg 9 (Karte) | Katen |              |                |

## Quelle
- Denkmalliste des Landkreises Vorpommern-Rügen